# George Arliss
George Arliss, nato Augustus George Andrews (Londra, 10 aprile 1868 – Londra, 5 febbraio 1946), è stato un attore britannico ed il primo di nazionalità britannica a vincere il Premio Oscar al miglior attore per la sua interpretazione in Disraeli (1929).

## Biografia
Nato con il nome di battesimo di Augustus George Andrews, viene comunemente ricordato nelle biografie come George Augustus Andrews. Venne educato a Harrow, aiutando poi suo padre nelle sue attività editoriali che, finiti gli studi, abbandonò per dedicarsi al teatro.
Debuttò diciottenne nel 1886, recitando in provincia. Nei seguenti cinque anni raccolse molti consensi nel West End di Londra (il corrispettivo britannico di Broadway).
Nel 1901 si imbarcò alla volta degli Stati Uniti per una tournée con la compagnia di Mrs Patrick Campbell. Era sua intenzione fermarsi in America solo per la durata di un tour, ma il successo che riscosse lo fece decidere di fermarsi oltreoceano. Iniziò a interpretare i grandi personaggi storici sui palcoscenici di Broadway al fianco di sua moglie, Florence Arliss.
Arliss si avvicinò al cinema quando aveva già 53 anni, debuttando sullo schermo in The Devil (1921) di James Young, un testo che aveva già interpretato in teatro nel 1906. Conquistò definitivamente il successo e la notorietà con la sua interpretazione di Disraeli (1929), film biografico sul primo ministro britannico Benjamin Disraeli, uno dei suoi cavalli di battaglia anche a teatro. L'interpretazione gli valse il premio Oscar al miglior attore. Tuttavia Arliss non comprese né apprezzò pienamente il valore del premio vinto, disdegnando la cerimonia di consegna al Capitol Theatre di Los Angeles, cui preferì una vacanza in Francia. Alla cerimonia fu Darryl F. Zanuck, il rappresentante della Warner Bros., la casa di produzione del film, a ritirare a suo nome la prestigiosa statuetta.
Arliss firmò un contratto in esclusiva con la Warner Bros., per la quale girò circa una decina di film, pretendendo però nello stesso contratto di avere ampia decisionalità sulle sue scelte artistiche. Sebbene non fosse contemplato nel contratto, egli godette anche del privilegio di scegliere personalmente il cast delle sue pellicole, e in questo ebbe il merito di valorizzare e far debuttare l'attrice Bette Davis nella pellicola The Man Who Played God (1932).
Tornato in patria durante la Seconda guerra mondiale, morì a Londra per una broncopolmonite, nel 1946, all'età di 77 anni.

## Riconoscimenti
Nel 1930, ebbe due candidature agli Oscar per due film, Disraeli e La dea verde: vinse l'Oscar al miglior attore con Disraeli.

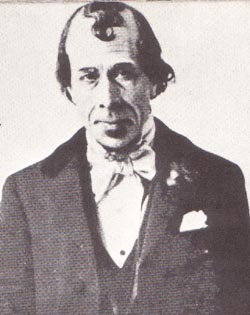
Disraeli (1911)
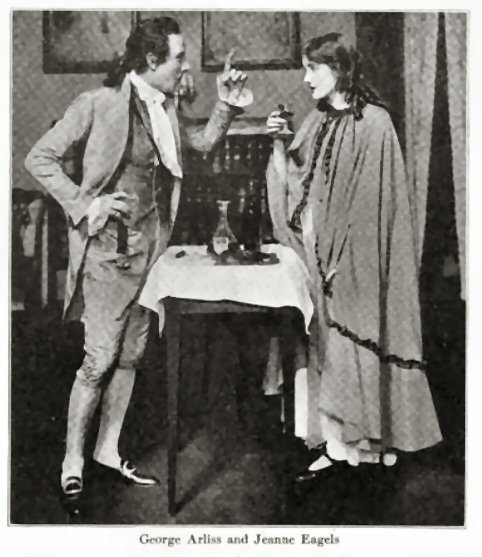
Hamilton (1917)
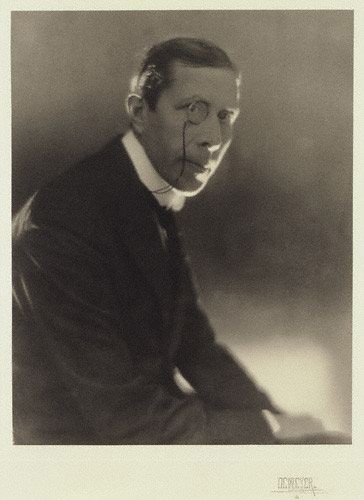
(1918)
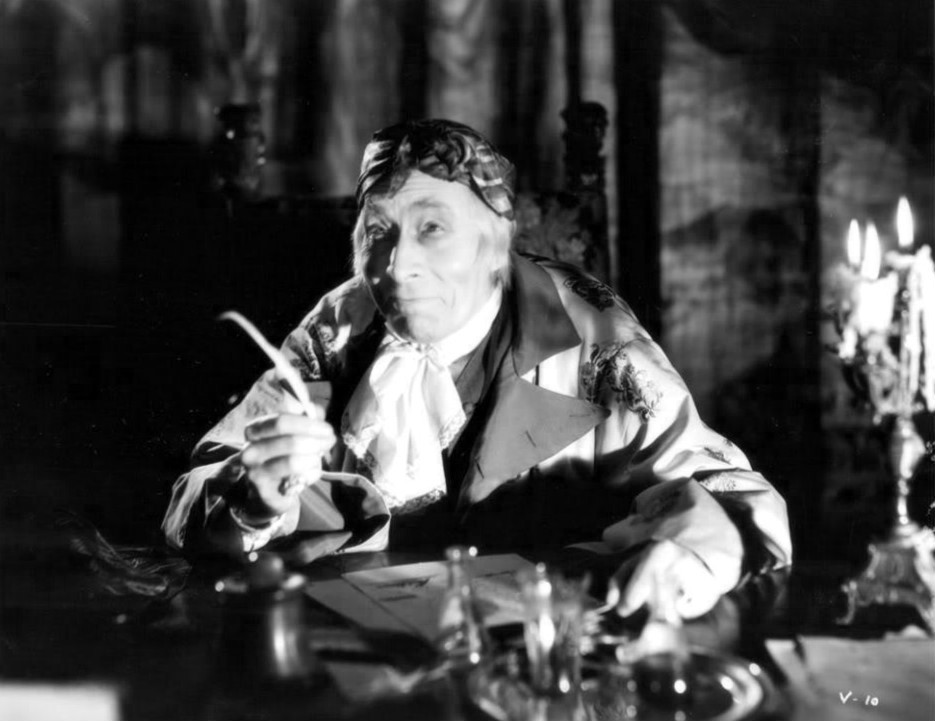
Voltaire (1933)

## Spettacoli teatrali
- Mr. & Mrs Daventry, di Oscar Wilde
- Magda, di Hermann Sudermann (Broadway, 13 gennaio 1902)
- The Darling of the Gods, di David Belasco e John Luther Long (Broadway, 3 dicembre 1902)
- There and Back, di Tom Gallon e Leon M. Lion (Broadway, 20 aprile 1903)
- The Darling of the Gods, di David Belasco e John Luther Long (Broadway, 16 settembre 1903)
- Becky Sharp, di Langdon Mitchell (Broadway, 14 settembre 1904)
- Hedda Gabler, di Henrik Ibsen (Broadway, 19 novembre 1904)
- Leah Kleschna, di C.M.S. McLellan (Broadway, 12 dicembre 1904)
- The Rose, di Mrs. Fiske (Broadway, 27 marzo 1905)
- The Eyes of the Heart, di Mrs. Fiske (Broadway, 27 marzo 1905)
- The Eyes of the Heart, di Mrs. Fiske (Broadway, 24 aprile 1906)
- The New York Idea, di Langdon Mitchell (Broadway, 19 novembre 1906)
- Rosmersholm, di Henrik Ibsen (Broadway, 30 dicembre 1907)
- The Devil, di Ferenc Molnár (adattamento Alexander Konta) (Broadway, 18 agosto 1908)
- Septimus, di Philip Littell (Broadway, 22 novembre 1909)
- Disraeli, di Louis N. Parker (Broadway, 18 settembre 1911)
- Paganini, di Edward Knoblauch (Broadway, 11 settembre 1916)
- The Professor's Love Story, di James M. Barrie (Broadway, 26 febbraio 1917)
- Disraeli, di Louis N. Parker (Broadway, 9 aprile 1917)
- Hamilton, di Mary Hamlin e George Arliss (Broadway, 17 settembre 1917)
- Out There, di J. Hartley Manners (Broadway, 17 maggio 1918)
- Poldekin, di Booth Tarkington (Broadway, 9 settembre 1920)
- The Green Goddess, di William Archer (Broadway, 18 gennaio 1921)
- Old English, di John Galsworthy (Broadway, 23 dicembre 1924)
- The Merchant of Venice, di William Shakespeare (Broadway, 16 gennaio 1928)

## Filmografia
- The Devil, regia di James Young (1921)
- Disraeli, regia di Henry Kolker (1921)
- Capricci di miliardario (The Ruling Passion), regia di F. Harmon Weight (1922)
- The Man Who Played God, regia di F. Harmon Weight (1922)
- The Green Goddess, regia di Sidney Olcott (1923)
- Twenty Dollars a Week, regia di F. Harmon Weight (1924)
- Disraeli, regia di Alfred E. Green (1929)
- La dea verde (The Green Goddess), regia di Alfred E. Green (1930)
- Old English, regia di Alfred E. Green (1930)
- The Millionaire, regia di John G. Adolfi (1931)
- Alexander Hamilton, regia di John G. Adolfi (1931)
- The Man Who Played God, regia di John G. Adolfi (1932)
- Una famiglia 900 (A Successful Calamity), regia di John G. Adolfi (1932)
- The King's Vacation, regia di John G. Adolfi (1933)
- Lo zio in vacanza (The Working Man), regia di John G. Adolfi (1933)
- Voltaire, regia di John G. Adolfi (1933)
- La casa dei Rothschild (The House of Rothschild), regia di Alfred L. Werker (1934)
- The Last Gentleman, regia di Sidney Lanfield (1934)
- Il duca di ferro (The Iron Duke), regia di Victor Saville (1935)
- Il cardinale Richelieu (Cardinal Richelieu), regia di Rowland V. Lee (1935)
- Il presidente si diverte (The Guv Nor), regia di Milton Rosmer (1935)
- The Tunnel, regia di Maurice Elvey (1935)
- East Meets West, regia di Herbert Mason (1936)
- Oriente in rivolta (His Lordship), regia di Herbert Mason (1936)
- Doctor Syn, regia di Roy William Neill (1937)

### Film o documentari dove appare Arliss
- L'ebreo errante  (Der ewige Jude), regia di Fritz Hippler (1940)

## Doppiatori italiani
- Ernesto Sabbatini in La casa dei Rothschild